# Смирнов, Алексей Макарович
Алексе́й Мака́рович Смирно́в (28 февраля 1920, Данилов, Ярославская губерния, РСФСР — 7 мая 1979, Ленинград, СССР) — советский актёр театра и кино; заслуженный артист РСФСР (1976). Член ВКП(б) с января 1944 года. Участник Великой Отечественной войны.
Получил широкую известность благодаря комедийным ролям в кино, наиболее известной из которых стал тунеядец Федя из фильма Леонида Гайдая «Операция „Ы“ и другие приключения Шурика» (1965). Позже Смирнов был «открыт» зрителю как талантливый драматический актёр, прежде всего благодаря роли механика Макарыча в фильме Леонида Быкова «В бой идут одни „старики“» (1973).

## Биография

### Ранние годы
Алексей Смирнов родился 28 февраля 1920 года в Данилове Ярославской губернии в семье Макара Степановича и Анны Ивановны Смирновых. По национальности — русский. В середине 1920-х годов семья переселилась в Ленинград. Его отец рано ушёл из жизни, а его мать осталась с двумя детьми: кроме него самого, был ещё и младший Аркадий. Жили Смирновы в коммунальной квартире по адресу ул. Петра Лаврова, д. 44. Будущий актёр учился в школе № 12 Центрального района (ныне — школа № 163 Центрального района).
Ещё в школе начал играть в драмкружке. В 1940 году окончил театральную студию при Ленинградском театре музыкальной комедии и был принят в труппу этого же театра. Там успел сыграть всего одну роль — Чёрного Орла в оперетте «Роз-Мари».

### Участие в Великой Отечественной войне

Гвардии старший сержант Алексей Смирнов с трофейным пулемётом MG 42. Фотография из фронтового альбома актёра

Призван в РККА в октябре 1940 года. С началом Великой Отечественной войны служил в действующей армии химинструктором, а затем командиром огневого взвода 3-й артиллерийской батареи 169-го миномётного Одерского Краснознамённого орденов Суворова и Богдана Хмельницкого полка, (7-й миномётной Проскуровской Краснознамённой орденов Суворова и Богдана Хмельницкого бригады, 3-й гвардейской артиллерийской Житомирской ордена Ленина Краснознаменной ордена Суворова дивизии прорыва РГК). В составе своего подразделения он принимал участие в боях на Западном, Брянском, 1-м Украинском и 2-м Белорусском фронтах; неоднократно ходил в разведку в тыл врага. В наградном листе от 22 июля 1943 года на медаль «За отвагу» указано, что он лично уничтожил трёх гитлеровцев автоматным огнём, будучи в разведке; заменив выбывшего из строя командира миномёта, вёл интенсивный огонь, благодаря чему рассеял до двух взводов пехоты противника.
Во время прорыва немецкой обороны в районе деревни Онацковцы 4 марта 1944 года он со своим взводом уничтожил миномётную батарею, станковый пулемёт и до 30 солдат противника. Отбив Онацковцы, взвод продвинулся вперёд и 9 марта овладел городом Староконстантинов. В том бою он, имея воинское звание старшего сержанта, со своим взводом уничтожил 2 станковых пулемёта, 75-мм орудие и 35 пехотинцев противника. За мужество, проявленное в этих боях, он был представлен к ордену Отечественной войны I степени, но был награждён менее значимым орденом Красной Звезды.
20 июля 1944 года в районе высоты 283.0 противник бросил в атаку до 40 бойцов. Смирнов бросился в бой с личным оружием, воодушевляя товарищей, тем самым отбив атаку. В том бою немцы потеряли 17 солдат, а сам он лично взял в плен семь человек. Через неделю, в районе деревни Журавка, выбирая новые огневые позиции, сам он и трое его однополчан столкнулись с группой противника из 16 человек. Немцы попытались взять советских солдат в плен, но те дали отпор, уничтожив 9 и взяв в плен пятерых. За личное мужество в этих боях он был удостоен ордена Славы III степени.
В ходе Висло-Одерской операции 17 января 1945 года его батарея попала в засаду в районе деревни Посташевице. Сам он с тремя красноармейцами атаковал немцев. Он лично уничтожил троих и взял в плен двоих солдат противника, открыв путь к дальнейшему продвижению. 22 января 1945 года, во время форсирования реки Одер, он с расчётом переправили на себе миномёт. Закрепившись на левом берегу, уничтожили две пулемётные точки и до 20 солдат противника. В результате 36-й гвардейский стрелковый полк сумел удержать и расширить плацдарм в районе деревни Эйхенрид (ныне Голчовице), а сам он был награждён орденом Славы II степени.
При своих заслугах он также руководил в полку художественной самодеятельностью: только в мае—июле 1944 года он организовал 10 концертов перед аудиторией общей численностью в 6500 красноармейцев. В смотрах красноармейской художественной самодеятельности в 1943 и 1944 годах самодеятельность полка, где служил будущий актёр, заняла первое место среди частей дивизии. Сам он в этот же период представлялся к ордену Красной Звезды, но вместо этого был награждён менее значимой медалью «За боевые заслуги».
Завершить войну в Берлине Смирнову не удалось — во время одного из боёв при форсировании Одера был сильно контужен и после лечения в госпитале комиссован.

### Работа на сцене и в кино
В 1946 году принят в труппу Ленинградского театра музыкальной комедии. Будучи неизвестным, актёр жил бедно: не было ролей в кино и каких-либо значимых ролей в театре, к тому же он ухаживал за больной матерью, у которой после гибели его брата Аркадия на фронте развилось психическое заболевание. Он не мог уделять достаточно времени уходу за матерью из-за многочисленных гастролей и в 1952 году покинул театр, перейдя в «Ленгосэстраду».
Позже внушительная комплекция и простодушная внешность помогли ему выделиться среди других актёров, и режиссёры стали предлагать ему комедийные роли второго плана. Театральной публике полюбились его смешные и неуклюжие увальни. В начале 1950-х годов на счету Смирнова было несколько заметных ролей в репертуаре Театра музыкальной комедии, в том числе в таких спектаклях, как «Вольный ветер» и «Девичий переполох». Самого актёра амплуа комика тяготило, он мечтал о драматических ролях. В спектакле по пьесе-сказке Николая Адуева «Табачный капитан» он сыграл свою первую полудраматическую роль — Петра I. Театральная труппа не знала о боевых наградах Смирнова до случая в 1955 году, когда на гастролях он повстречал отдыхающего маршала Г. К. Жукова и пригласил его на спектакль.
К концу 1950-х годов он стал известен и среди кинематографистов. В 1959 году режиссёр Юрий Озеров пригласил актёра на одну из ролей в свою историческую картину «Кочубей». Актёр сыграл эпизодическую роль буржуйчика, единственного комедийного героя в серьёзной картине, после чего ему было предложено шесть других ролей. В фильме «Роман и Франческа», снимавшемся на киностудии имени А. Довженко, он согласился сняться, только чтобы посмотреть, как после войны был отстроен Киев.
В 1961 году, когда он стал актёром киностудии «Ленфильм», на экраны страны вышли сразу два фильма с его участием. И комедия Владимира Фетина «Полосатый рейс», где он сыграл матроса Кныша, и «Вечера на хуторе близ Диканьки» Александра Роу, где актёр перевоплотился в атамана запорожских казаков, посла к Екатерине II, были хорошо приняты публикой.
Всесоюзную известность актёру принесли роли в картинах Леонида Гайдая. В новелле «Вождь краснокожих» из фильма «Деловые люди» он сыграл роль Билла Дрисколла — добродушного увальня, решившего заработать себе на жизнь похищением детей. После этой роли он оказался широко востребован режиссёрами, которые помимо таланта перевоплощения ценили цепкий ум и покладистость актёра: он не только понимал все режиссёрские задания с полуслова, но и безоговорочно выполнял любые трюки, будь то падения, купание в ледяной воде или непосредственный контакт с дикими животными.
В 1964 году он снялся в «Зайчике» у Леонида Быкова, который впоследствии стал его близким другом, и у Элема Климова в комедии «Добро пожаловать, или Посторонним вход воспрещён».
Наиболее известной ролью актёра стал великовозрастный хулиган и тунеядец Федя из комедии Леонида Гайдая «Операция «Ы» и другие приключения Шурика», также в этом фильме он сыграл эпизодическую роль покупателя на рынке, произнеся две фразы — «срамота» и «заверните». Уже в первый год проката фильм посмотрела треть страны, и в последующие годы он многократно демонстрировался по телевидению. Реплики Феди «Влип, очкарик!», «А компот?!», «Кто не работает, тот ест. Учись, студент!» и многие другие стали частью советского и российского фольклора.
Затем он снялся у Ролана Быкова в «Айболите-66» (1966), у Андрея Тутышкина в «Свадьбе в Малиновке» (1967), у Виктора Садовского в «Удар! Ещё удар!», у Евгения Карелова в «Семь стариков и одна девушка» (оба — 1968).
Во всех этих фильмах он выступал в комедийных ролях, но, как и в театре, актёр мечтал играть драматические роли. Долгое время ему отказывали, и лишь в 1967 году его пригласили на Белорусскую киностудию для участия в фильме «Житие и вознесение Юрася Братчика». Работа над этим фильмом была сопряжена с массой трудностей цензурного характера, и в итоге массовый зритель этот фильм так и не увидел.
В 1968 году режиссёры Алексей Швачко и Игорь Самборский, зная о фронтовых заслугах актёра, пригласили его в свой фильм «Разведчики», где он сыграл роль увальня-повара, который упрашивает взять его в разведку и жертвует жизнью, прикрывая отход товарищей. В том же фильме снялся и Леонид Быков, которого актёр считал одним из своих преданных друзей и с которым ранее работал на съёмках фильма «Зайчик».

В роли Макарыча в фильме «В бой идут одни „старики“» (1973)

В 1974 году на экраны страны вышел фильм «В бой идут одни „старики“», где Быков сыграл роль командира эскадрильи Титаренко, а сам актёр — его механика. Леонид Быков сам выступил режиссёром и настоял на утверждении актёра на роль Макарыча. Фильм был восторженно принят зрителями, а образ Макарыча впервые по-настоящему высветил способность актёра играть драматические роли, но, как с горечью замечал сам актёр:
Как жаль, что я так поздно нашёл своего режиссёра.
По словам Владимира Талашко, сыгравшего в «Стариках» роль Скворцова, в первый день съёмок, во время репетиции финальной сцены у могилы, актёр схватился за сердце, и его увезла машина скорой помощи. Через несколько дней Смирнов вернулся и сказал, что «второй раз так не смогу, просто умру», после чего Леонид Быков оставил в картине тот дубль.
Кроме того, он часто уезжал со съёмок в Ленинград, где давал эстрадные концерты. В одной из поездок автобус «Ленфильма», в котором ехал актёр, попал в аварию и перевернулся. Сам актёр, спасая молодую актрису, сильно повредил ноги и потом хромал на протяжении почти всего съёмочного процесса. При этом, по словам Талашко, он не унывал — шутил, опекал молодёжь, кормил бутербродами коллег.

### Личная жизнь
Тяжёлая контузия, полученная в бою, привела к тому, что Смирнов потерял возможность иметь детей. Вернувшись с фронта, он отказал своей возлюбленной в продолжении отношений, и об истинной причине она узнала лишь много лет спустя. Наиболее близким человеком для артиста осталась его мать — Анна Ивановна (скончалась в 1981 году, похоронена рядом с сыном), которую, по словам коллег, Смирнов «боготворил». Он до конца жизни прожил с матерью в старой коммуналке, не сумев получить отдельную квартиру, несмотря на свою известность и боевые награды. Актёр не любил вспоминать о войне, поэтому об этих наградах знали немногие.
Алексей Смирнов пытался встречаться с женщинами, но сильно комплексовал по поводу своей внешности и мужского недуга. В начале 1950-х годов артист, по данным некоторых источников, придя к выводу, что жену ему не найти, решил усыновить ребёнка. Дети очень любили Алексея Смирнова, и он отвечал им взаимностью. Например, Виктор Косых, исполнитель главной роли в фильме «Добро пожаловать, или Посторонним вход воспрещён», впоследствии вспоминал, что вокруг Смирнова всё время находилось множество детей, для которых он с удовольствием мастерил различные игрушки из дерева. Актёр также приносил собственноручно изготовленные игрушки в дом-интернат для детей-инвалидов, который часто посещал. Там он обратил внимание на Ваню — замкнутого, тихого мальчика с врождённым пороком сердца. Смирнов попытался усыновить ребёнка, но ему это не удалось.
Будучи одиноким (с однополчанами Смирнов по неизвестным причинам не поддерживал связи), актёр увлекался чтением: дома он собрал большую библиотеку и на съёмках «Айболита-66» удивил коллег знанием японской поэзии. Другим увлечением Смирнова было коллекционирование различных насекомых и пресмыкающихся, которых он хранил дома в заспиртованном или засушенном виде. Кроме того, артист собирал газетные и журнальные вырезки о себе, но таковых было очень немного: первое большое интервью с ним в прессе было опубликовано в ленинградской газете «Смена» в 1970 году.

### Последние годы
В последние годы жизни здоровье Смирнова значительно ухудшилось. Причиной тому были фронтовые раны, самоотверженная работа в кино: во время съёмок он никогда не пользовался услугами дублёров, невзирая на риск для здоровья. Это значительно осложнило его профессиональную деятельность, Смирнов даже не смог в 1977 году сняться в кинокартине Леонида Быкова «Аты-баты, шли солдаты», куда тот его настойчиво приглашал. Последней крупной работой Смирнова оказалась комедия чехословацкого режиссёра Олдржиха Липского «Соло для слона с оркестром», где артист сыграл фокусника по фамилии Смирнов. Затем он снялся ещё в трёх картинах, однако его появление в них ограничилось короткими эпизодами. Мать актёра к тому времени находилась в доме престарелых и из-за прогрессирующей болезни не узнавала сына, от чего тот очень страдал.

### Смерть
12 апреля 1979 года Смирнов узнал о смерти Леонида Быкова, который накануне погиб в автокатастрофе. Потрясённый известием, актёр, по данным некоторых источников, ушёл в запой. В 20-х числах того же месяца он был госпитализирован в Мариинскую больницу. Доктора диагностировали у Смирнова ишемическую болезнь сердца, атеросклероз, недостаток кровообращения, жидкость в лёгких и выраженную одышку. За две недели пребывания Смирнова в больнице его никто не навестил, но зато актёр пользовался большой популярностью у персонала, и ему всячески пытались угодить, в том числе бегая по его просьбе за алкоголем.
7 мая, в день выписки, Алексей Смирнов скончался на 60-м году жизни. Данные относительно его смерти разнятся. По распространённой, но недостоверной версии, смерть наступила после того, как Смирнов узнал о гибели Леонида Быкова, однако именно смерть друга была одной из причин, по которой Смирнов попал в больницу. Другая, похожая версия, гласит, что известие о смерти Быкова застало Смирнова уже дома после выписки, после чего его опять увезли в больницу, где он и скончался. Ещё одна версия утверждает:

В день выписки из больницы, 7 мая, Смирнов решил отблагодарить врачей небольшим банкетом. К тосту за День Победы кто-то добавил: «Когда смотрю „В бой идут одни старики”, всегда плачу…» Это напомнило Смирнову о смерти друга — Алексей Макарович помрачнел и ушёл в палату. Когда врач заглянул к нему, актёр был уже мёртв.
— Антон Александров, газета «Телевидение Радио», 23 февраля 2010 года
Наконец, по словам лечащего врача Алексея Смирнова, роковой стала бутылка коньяка, которую актёр выпил тайком от врачей в день выписки, что привело к разрыву сердца.

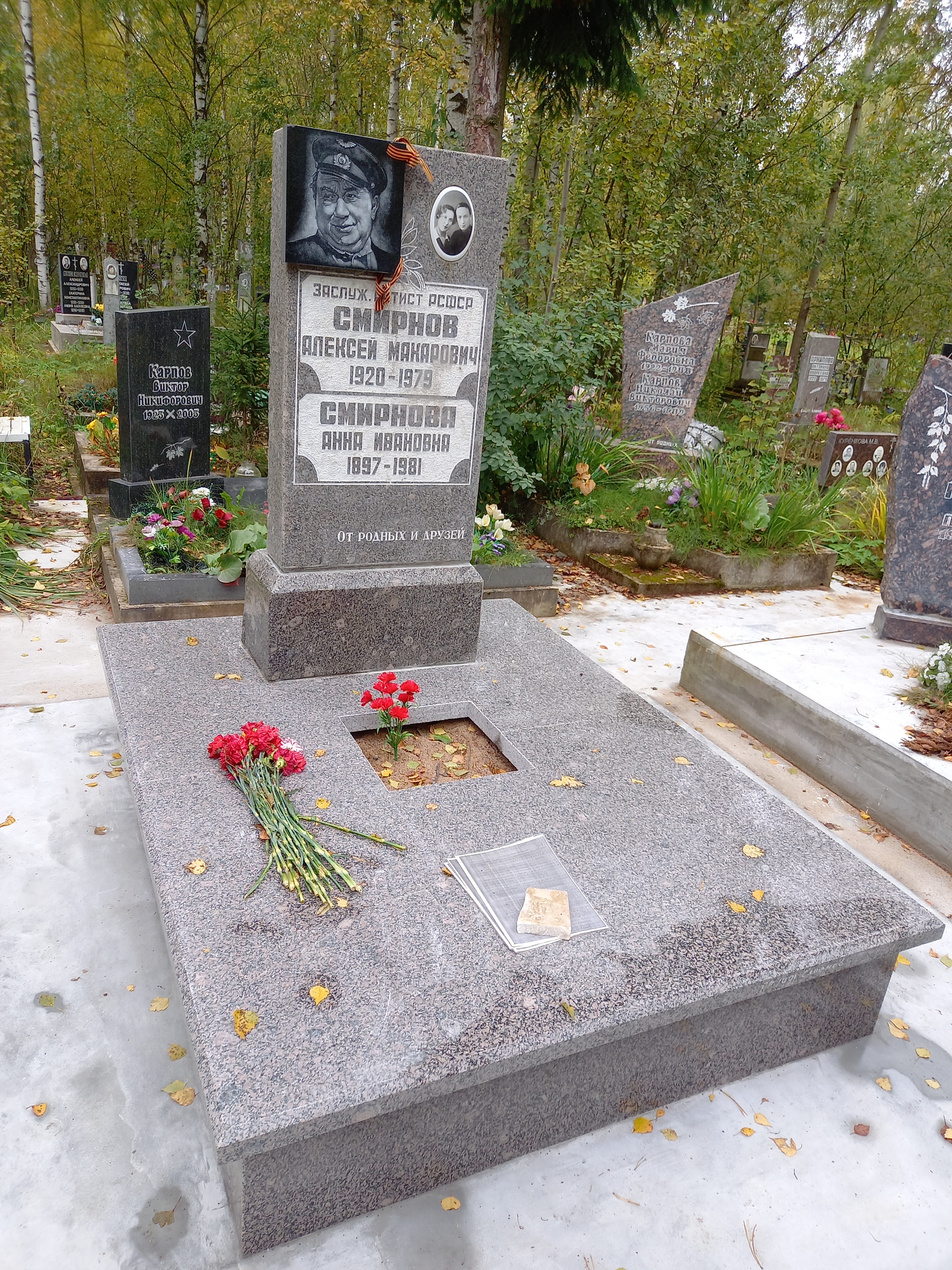
Могила Алексея Смирнова на Южном кладбище Санкт-Петербурга

Алексей Смирнов был похоронен на Южном кладбище Санкт-Петербурга (3-й Рябиновый участок, 21-й ряд, 9-я могила). Впоследствии стало известно, что он хотел быть похоронен под вальс «На сопках Маньчжурии», но так как последние несколько лет актёр вел крайне замкнутый образ жизни, во время похорон об этом никто не знал.

## Семья
Отец — Макар Степанович Смирнов.
Мать — Анна Ивановна Смирнова (1897—1981), похоронена рядом с сыном в Санкт-Петербурге на Южном кладбище (3-й Рябиновый участок, 21-й ряд, 9-я могила)
Брат — Аркадий Макарович Смирнов, погиб в Великую Отечественную войну.

## Отзывы
Звёздного гонора у него не было. Наоборот, в пивнушке на ВДНХ он старался сесть в углу и быть как можно незаметнее. К стойке за пивом ходил я, потому что народ буквально не давал ему прохода. Каждый стремился выразить ему своё почтение-восхищение, а Алексей Макарович дико смущался… Он был в высшей степени интеллигентным человеком, очень начитанным, очень тонким. Казалось бы, я по сравнению с ним был пацаном в большом кино, но он ни разу не дал мне повода усомниться, что на съёмочной площадке главным является режиссёр.— Игорь Вознесенский

Алексей был очень светлым и добрым человеком, никому не мог отказать в любой просьбе. Умел удивительно располагать к себе. А ещё был трогательным и каким-то незащищённым. Да, он был одиноким, но на эту тему старался не распространяться.— Наталья Крачковская

Однажды на съёмках «Айболита-66» он поразил меня своим уникальным знанием японской поэзии. Мы сидели ночью на берегу моря у костерка, и Лёша читал и читал стихи. В такие минуты он был открыт как никогда.— Илья Рутберг

Приуменьшать его вклад очень самонадеянно и глупо, это всё равно что с презрением относиться к реке, уважая только океан. Это довольно чистая река. Он типичный пример Лицедея. Место, которое он занял, было вакантно до него и остаётся таковым поныне. Наверное, закономерно, что он так рано умер, не выдержав этой жизни, этого одиночества, этой неприкаянности. Он ничего не видел, кроме кино, кроме съёмочной площадки, сырой простыни и гостиницы…— Ролан Быков

Он был великой скромности человек. Он о своих подвигах никогда не рассказывал. Но награды, ордена Славы говорят сами за себя. И медаль «За отвагу». Он недюжинного мужества был человек: не ныл, не плакался, он улыбался, он смеялся, он нас смешил. Великой щедрости дар.— Елена Санаева

Прежде всего в Алексее Макаровиче удивлял разрыв «между формой и содержанием». Внешне казалось, что это такой увалень, невежда, мужлан, который прочёл всего две книжки, да и в кино его взяли будто бы из-за фактуры… Но все это — маска, за которой скрывался умный, ранимый, начитанный человек, который действительно много знал и много чем интересовался. Он никогда этим не хвастал, никого и ничего не цитировал. Был, так сказать, весь в себе.— Яков Костюковский

## Творчество

### Роли в театре
- «Девичий переполох» Юрия Милютина[8]
- «Вольный ветер» Исаака Дунаевского[8]
- «Табачный капитан» Николая Адуева — Пётр I[8]

### Фильмография
| Год  |     | Название                                         | Роль                                                                                                |
| ---- | --- | ------------------------------------------------ | --------------------------------------------------------------------------------------------------- |
| 1957 | ф   | Балтийская слава                                 | революционный матрос с «Дианы» на демонстрации                                                      |
| 1957 | ф   | Улица полна неожиданностей                       | поливальщик                                                                                         |
| 1958 | ф   | Восемнадцатый год                                | Имя персонажа не указано                                                                            |
| 1958 | ф   | Кочубей                                          | буржуйчик в театральной ложе                                                                        |
| 1959 | ф   | Горячая душа                                     | Сапрыкин                                                                                            |
| 1959 | ф   | Не имей 100 рублей...                            | шофёр грузовика                                                                                     |
| 1960 | ф   | Человек с будущим                                | шофёр                                                                                               |
| 1960 | ф   | Победитель                                       | болельщик                                                                                           |
| 1960 | ф   | Пойманный монах                                  | слуга Журдена                                                                                       |
| 1960 | ф   | Роман и Франческа                                | герр Фриц                                                                                           |
| 1961 | ф   | Командировка                                     | Пижанков, шофёр-комбайнёр                                                                           |
| 1961 | ф   | Полосатый рейс                                   | Валя Кныш, вахтенный матрос                                                                         |
| 1961 | ф   | Вечера на хуторе близ Диканьки                   | атаман, посол к Екатерине II                                                                        |
| 1963 | ф   | Генерал и маргаритки                             | Вольфганг Функ                                                                                      |
| 1963 | ф   | Крепостная актриса                               | холоп Кутайсова, певец его крепостного театра                                                       |
| 1963 | ф   | Два воскресенья                                  | Алексей Петрович Кошелев, майор в отставке, муж кассирши                                            |
| 1963 | ф   | Знакомьтесь, Балуев!                             | посетитель ресторана                                                                                |
| 1963 | ф   | Мандат                                           | начальник станции                                                                                   |
| 1963 | ф   | Деловые люди (новелла «Вождь краснокожих»)       | Билл Дрисколл, гангстер                                                                             |
| 1963 | ф   | Понедельник — день тяжёлый                       | Сметанкин, повар кафе-ресторана                                                                     |
| 1963 | ф   | Укротители велосипедов                           | директор велозавода                                                                                 |
| 1964 | ф   | Весенние хлопоты                                 | грузчик саженцев                                                                                    |
| 1964 | ф   | Буря над Азией                                   | петроградский пекарь                                                                                |
| 1964 | ф   | Зайчик                                           | шумовик в театре                                                                                    |
| 1964 | ф   | Добро пожаловать, или Посторонним вход воспрещён | завхоз пионерского лагеря                                                                           |
| 1964 | ф   | Возвращённая музыка                              | человек с аквариумом в лифте дома профессора Корнилова                                              |
| 1964 | ф   | Донская повесть                                  | боец эскадрона ЧОН Землероб, сотня Кошевого                                                         |
| 1964 | ф   | Поезд милосердия                                 | старший лейтенант                                                                                   |
| 1965 | ф   | Мать и мачеха                                    | заведующий скотомогильником                                                                         |
| 1965 | ф   | Операция «Ы» и другие приключения Шурика         | Федя, пьяница-тунеядец (новелла «Напарник») / покупатель на рынке (новелла «Операция „Ы“»)          |
| 1965 | кор | Бывает и так (новелла «Скелет Аполлона»)         | Аполлон Чокаев                                                                                      |
| 1965 | ф   | Спящий лев                                       | Гриценко, кассир леспромхоза                                                                        |
| 1965 | кор | киножурнал Фитиль (новелла «Булочка с маком»)    | директор ресторана                                                                                  |
| 1966 | ф   | Кто придумал колесо?                             | эпизодическая роль                                                                                  |
| 1966 | ф   | Красное, синее, зелёное (ТВ)                     | хмурый продавец игрушек                                                                             |
| 1966 | ф   | В городе С.                                      | господин с ананасом                                                                                 |
| 1966 | ф   | Три толстяка                                     | старший кондитер во Дворце Трёх Толстяков                                                           |
| 1966 | ф   | Айболит-66                                       | пират, весёлый слуга Бармалея                                                                       |
| 1966 | ф   | Горькие зёрна                                    | Имя персонажа не указано                                                                            |
| 1966 | ф   | Их знали только в лицо                           | Лев Бычков, подпольщик                                                                              |
| 1966 | ф   | 12 могил Ходжи Насреддина                        | пациент психиатрической клиники                                                                     |
| 1967 | ф   | Эта твёрдая земля                                | Кочерга                                                                                             |
| 1967 | ф   | Спасите утопающего                               | Марченко, милиционер, умеющий играть на тубе                                                        |
| 1967 | кор | Суд                                              | Михайло, бас                                                                                        |
| 1967 | ф   | Свадьба в Малиновке                              | «Сметана», бандит                                                                                   |
| 1967 | ф   | Житие и вознесение Юрася Братчика                | Лявон Конавка, рыбак, которому по распределению кардинала Лотра досталась роль Кифы, апостола Петра |
| 1967 | ф   | Попутного ветра, «Синяя птица»                   | боцман-рассказчик в портовом кабачке                                                                |
| 1968 | ф   | Беглец из «Янтарного»                            | эпизодическая роль                                                                                  |

| Год  |     | Название                                               | Роль |
| ---- | --- | ------------------------------------------------------ | --- |
| 1968 | ф   | Огонь, вода и… медные трубы                            | главный пожарный |
| 1968 | ф   | Семь стариков и одна девушка                           | Масленников, «старик» — оперный певец |
| 1968 | ф   | Разведчики                                             | Василий Сигаев, разведчик |
| 1968 | ф   | Белый рояль                                            | вожак грузчиков из бюро «Добрые услуги» |
| 1968 | ф   | Золотые часы                                           | Семён Семёнович Кудеяр, владелец золотых часов, «честный кустарь-одиночка» и любитель выпить                                                              |
| 1968 | ф   | Удар! Ещё удар!                                        | шофёр такси, страстный болельщик ленинградского футбольного клуба «Заря»                                                                                  |
| 1969 | ф   | Неподсуден                                             | пассажир в аэровокзале Свердловска |
| 1969 | кор | Вашу лапу, медведь!                                    | пожилой охотник |
| 1969 | мтф | Адъютант его превосходительства                        | Коломийцев, арестованный фармазонщик |
| 1969 | ф   | Жди меня, Анна                                         | офицер на банкете |
| 1970 | ф   | Море в огне                                            | эпизодическая роль |
| 1970 | ф   | Хозяин                                                 | дьякон Варлаам |
| 1970 | кор | Безобидный человек                                     | Леонид Васильев |
| 1970 | тф  | Бушует «Маргарита»                                     | пассажир в шляпе в аэровокзале и участник эстрадного трио                                                                                                 |
| 1971 | ф   | Где вы, рыцари?                                        | поливальщик |
| 1971 | ф   | Весенняя сказка                                        | Бобыль Бакула |
| 1971 | ф   | Большой янтарь                                         | персонаж, который работает портье, завзалом кафе «Сигулда», коптильщиком салаки и подрабатывает ударником на празднике рыбака, получая везде по полставки |
| 1972 | ф   | Последние дни Помпеи                                   | Еремей Бабин |
| 1972 | ф   | Круг                                                   | посетитель столовой с газетой |
| 1972 | ф   | Золотые рога                                           | древний Леший Капитоныч |
| 1972 | тф  | Боба и слон                                            | водитель поливальной машины |
| 1972 | кор | Афоня, горим!                                          | муж |
| 1972 | ф   | Ход белой королевы                                     | Тимофей Крыжалов, незадачливый спаситель |
| 1973 | тф  | Новые приключения Дони и Микки                         | «Лопух», жулик на фуре |
| 1973 | ф   | В бой идут одни «старики»                              | механик Макарыч |
| 1973 | ф   | Чиполлино                                              | Чиполлоне, отец Чиполлино |
| 1973 | ф   | Докер                                                  | экспедитор |
| 1974 | кор | Эх, прокачу!                                           | главная роль |
| 1974 | ф   | Засекреченный город                                    | водитель грузовика в пионерском лагере |
| 1974 | ф   | Звезда экрана                                          | член киногруппы |
| 1974 | ф   | Автомобиль, скрипка и собака Клякса                    | музыкант, играющий на геликоне / шашлычник / Фердыщенко, председатель домкома                                                                             |
| 1975 | ф   | На ясный огонь                                         | владелец гостиницы в Ялте |
| 1975 | ф   | Меняю собаку на паровоз                                | грузчик |
| 1975 | ф   | Финист — Ясный сокол                                   | банщик |
| 1975 | ф   | Потрясающий Берендеев                                  | Артур Брагин, кочегар |
| 1975 | кор | Цена небрежности                                       | Имя персонажа не указано |
| 1976 | ф   | Днепровский ветер (новелла «Чары-камыши»)              | Федотыч, охотник-индивидуалист Сахно |
| 1976 | ф   | Песни над облаками                                     | повар вагона-ресторана |
| 1976 | ф   | Самый красивый конь                                    | конюх Еремеич |
| 1976 | ф   | Маринка, Янка и тайны королевского замка               | генерал |
| 1976 | ф   | Соло для слона с оркестром                             | Эдуард Спиридонович Смирнов, иллюзионист и гипнотизёр |
| 1977 | ф   | Дипломаты поневоле                                     | рыбак Лупполо |
| 1977 | тф  | Эти невероятные музыканты, или Новые сновидения Шурика | камео |
| 1978 | кор | От возмездия не уйти                                   | главная роль |
| 1979 | кор | Ваша профессия?                                        | сотрудник милиции |
| 1979 | кор | Своими руками                                          | шеф |

### Озвучивание
- 1967 — Дорога горящего фургона — (нет в титрах)
- 1971 — Терем-теремок — Медведь

## Награды и звания
- Медаль «За отвагу» (27 июля 1943)
- Орден Красной Звезды (28 апреля 1944)
- Медаль «За боевые заслуги» (16 июня 1944)
- Орден Славы III степени (15 сентября 1944)
- Орден Славы II степени (6 февраля 1945)
- Заслуженный артист РСФСР (1976)
- Медаль «За освобождение Праги»

Наградные листы
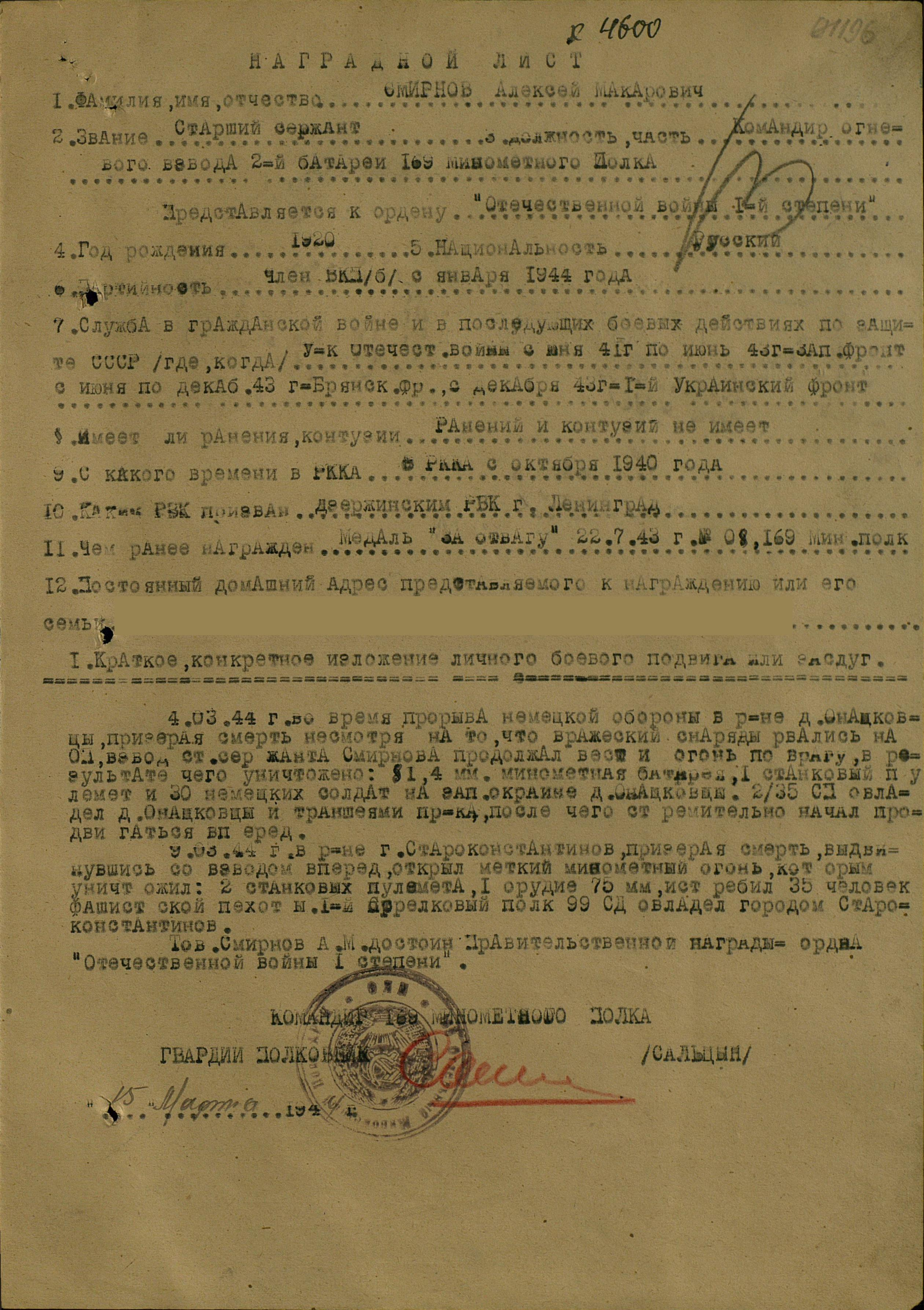
Наградной лист к ордену Отечественной войны I степени (награждён орденом Красной Звезды)
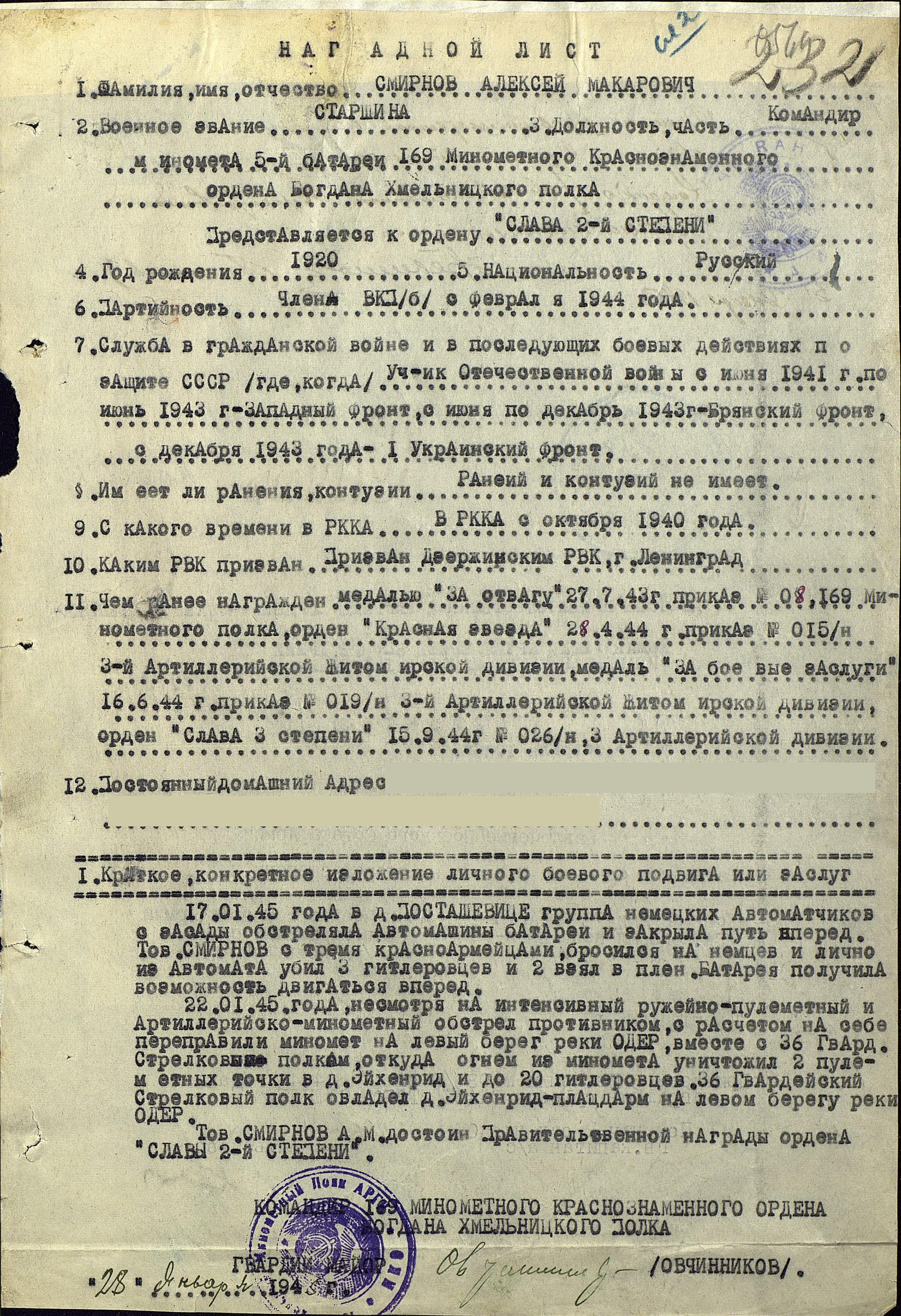
Наградной лист к ордену Славы II степени
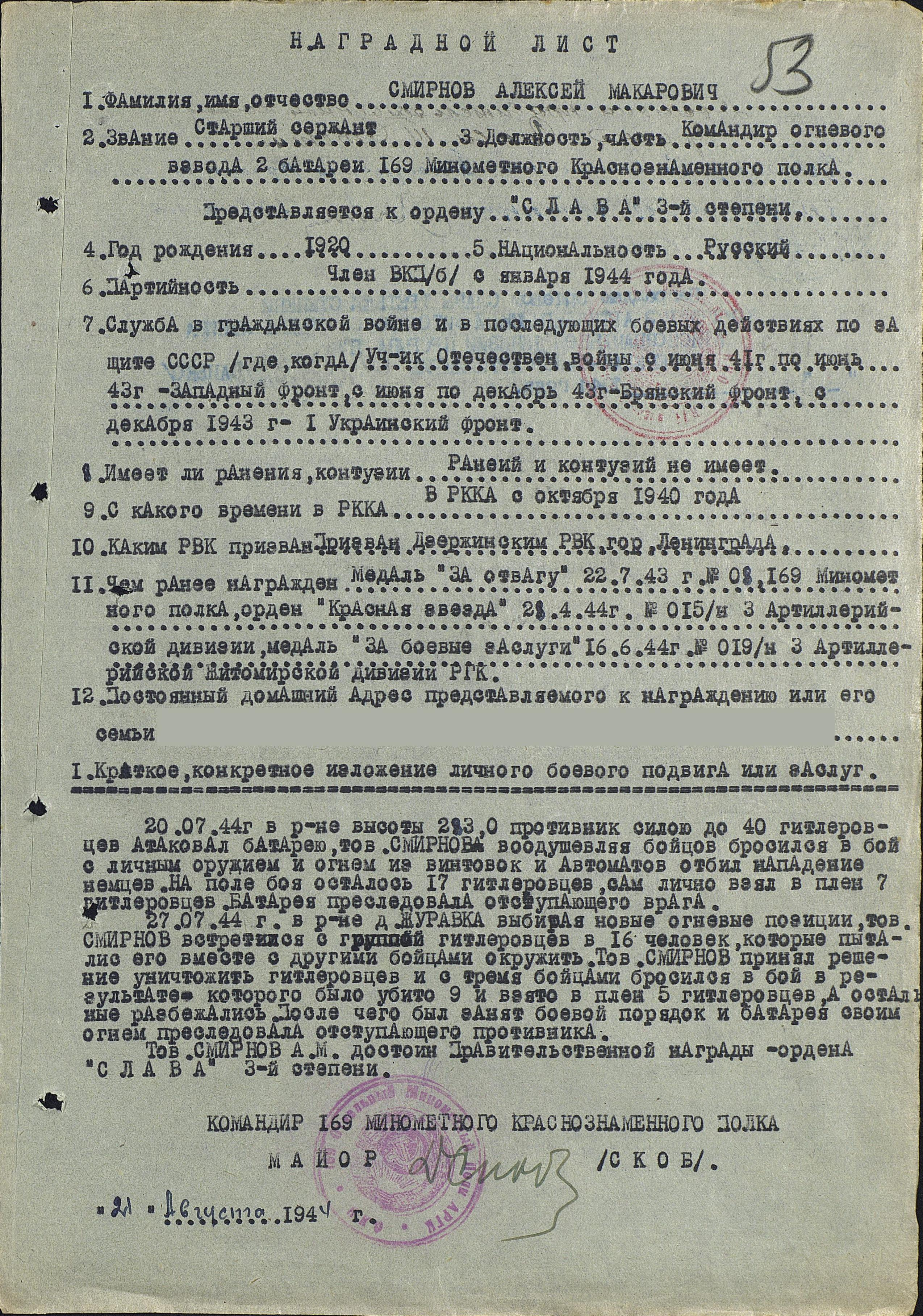
Наградной лист к ордену Славы III степени
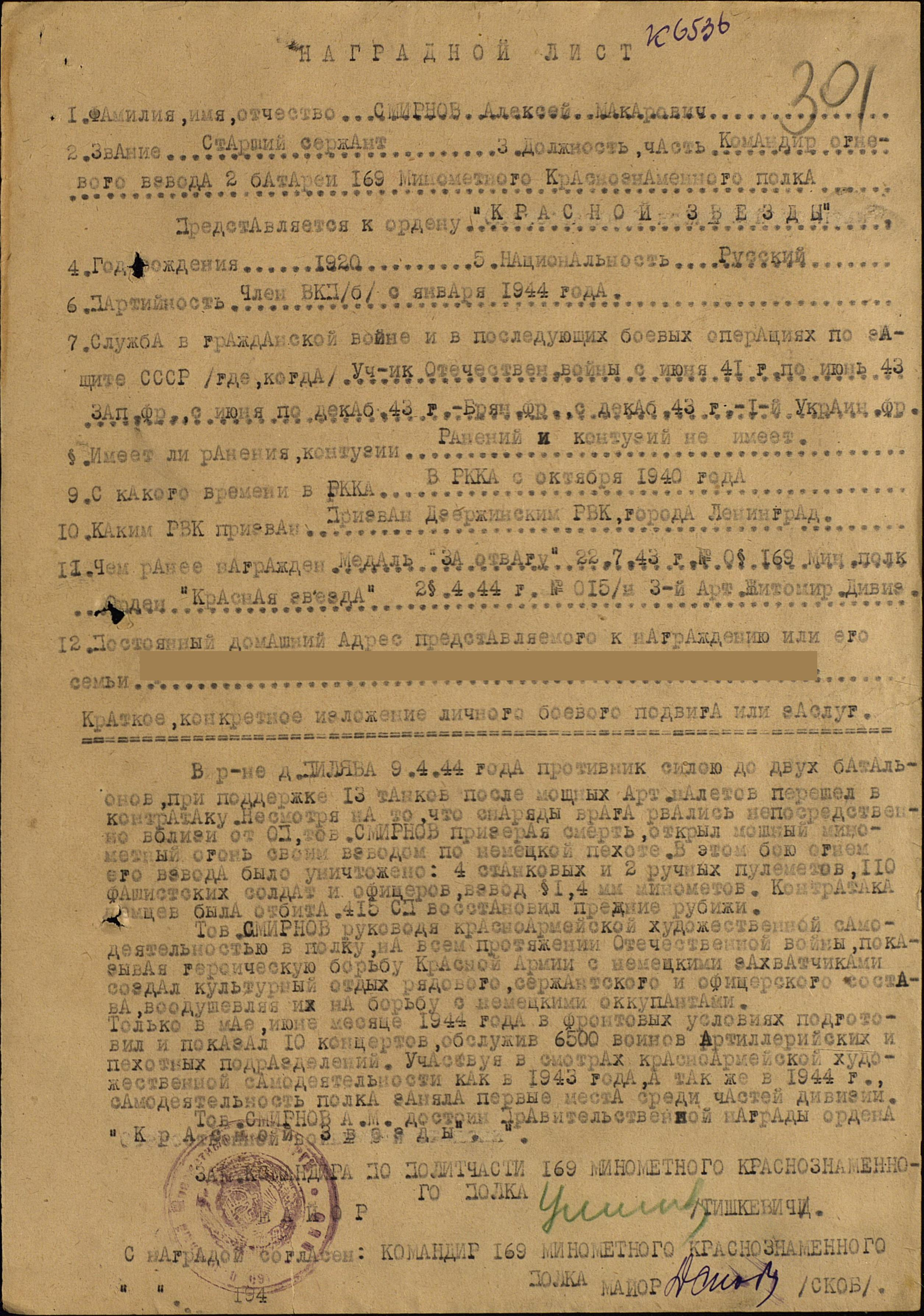
Наградной лист к ордену Красной Звезды (награждён медалью «За боевые заслуги»)

## Память
- В 2010 году в городе Данилове Ярославской области на доме, в котором жил Алексей Макарович Смирнов, была установлена памятная плита в честь 90-летия со дня рождения актёра-земляка.
- 14 сентября 2011 года в Санкт-Петербурге по адресу улица Фурштатская, д. 44 была открыта мемориальная доска памяти Алексея Макаровича Смирнова[20].
- В 2011 году в Харькове был установлен памятник Алексею Смирнову в роли механика Макарыча из фильма «В бой идут одни „старики“»[21].
- 21 марта 2016 года в родном городе Алексея Смирнова — Данилове — в честь знаменитого земляка открыли кинотеатр под названием «Макарыч». Здесь всё напоминает о любимом даниловцами актере — кадры его ролей на стенах, репертуар и само название кинотеатра. На открытие приехала и заслуженная артистка РСФСР Светлана Светличная[22].
- На аэродроме «Левцово» под Ярославлем 28 июля 2017 года был установлен закладной камень, на месте которого 5 мая 2018 года был открыт мемориал авиатехникам[23]. Прототипом скульптурной композиции стал «Макарыч» — персонаж легендарного фильма «В бой идут одни „старики“». Автор — скульптор, заслуженный художник Российской Федерации, член-корреспондент Российской академии художеств Елена Пасхина. Мемориал «Макарыч» высотой около 2,5 метра изготовлен из бронзы.
- В 2018 году в Ахтубинске Астраханской области был установлен памятник инженерно-техническому составу ГЛИЦ имени Валерия Чкалова в образе механика Макарыча[24].
- В 2020 году АО «Марка» был выпущен художественный маркированный конверт, посвящённый 100-летию со дня рождения Алексея Смирнова. На конверте изображён Смирнов на съёмках фильма «В бой идут одни „старики“». Тираж — 1 миллион экземпляров[25].
- В 2020 году на киностудии «Ленфильм» была установлена мемориальная доска, которую выполнил архитектор Константин Фомин, увековечивший актёра в образе механика Макарыча с крылатой фразой «Будем жить» из фильма Леонида Быкова «В бой идут одни „старики“»[26][27].
- На аэродроме «Дягилево» в городе Рязани установлен памятник Алексею Смирнову в роли механика Макарыча из фильма «В бой идут одни „старики“»[28].

Творчеству и памяти актёра посвящены документальные фильмы и телепередачи:
- 1997 — «Чтобы помнили. Алексей Смирнов» («ОРТ»)
- 2004 — «Две славы солдата и актёра» («Первый канал»)[29]
- 2004 — «Его знали только в лицо» («Россия»)
- 2005 — «Пёстрая лента. Алексей Смирнов. Человек в маске» («Первый канал»)
- 2013 — «Острова. Алексей Смирнов» («Культура»)
- 2015 — «Алексей Смирнов. „Клоун с разбитым сердцем“» («ТВ Центр»)[30]
- 2017 — «Легенды кино. Алексей Смирнов» («Культура»)
- 2018 — «Раскрывая тайны звёзд. Алексей Смирнов» («Москва Доверие»)
- 2018 — «Алексей Смирнов. „Легенды кино“» («Звезда»)[31]
- 2019 — «Алексей Смирнов. „Последний день“» («Звезда»)[32]
- 2020 — «Алексей Смирнов. „Свадьбы не будет“» («ТВ Центр»)[33]